# Выборы в местные органы власти Бутана (2011)
Выборы в местные органы власти Бутана были запланированы на 2008 год, но состоялись только в 2011 году. Выборы начались 20 января 2011 года голосованием на избирательных участках в трёх дзонгхагах — Тхимпху, Чукха (Пхунчолинг) и Самдруп-Джонгхар, а завершились 27 июня 2011 года. На выборах в 1042 чивогах (которые также являются избирательными округами) избирали руководство дзонгхагов, гевогов и тхромде.
Согласно закону о выборах, кандидаты не должны принадлежать к одной политической партии, не должны быть монахами, должны быть гражданами Бутана и проживать на территории страны, а также соответствовать другим требованиям избирательного законодательства. Избирательная кампания не финансируется государством, а бюджет кампании кандидата ограничен суммой 50 тыс. нгултрумов (около 1130 $).

## Результаты
28 июня 2011 года избирательная комиссия объявила предварительные результаты выборов в местные органы власти. Явка избирателей составила 56 %, было избрано 1104 представителя различных уровней власти из числа 2185 кандидатов. В первоначальном докладе было указано на случаи несоответствия списков и идентификационных карт избирателей, и заявлено, что в 135 случаях эти проблемы были устранены. В докладе также говорилось о дисквалификации четырёх кандидатов в соответствии с избирательным законодательством, а также, в общей сложности, о 16 избирательных спорах, 3 из которых были обжалованы в избирательную комиссию. В целом, как сообщалось, выборы прошли гладко, и к ним были допущены международные наблюдатели.
8 июля 2011 года избирательная комиссия опубликовала подробные результаты выборов, согласно которым проголосовали 194 952 из 347 938 зарегистрированных избирателей. По почте проголосовало около 16 000 избирателей из более 19 000 обладавших таким правом. Среди 2185 кандидатов было 165 женщин (7,5 %), 76 женщин были избраны на должности (7 % от общего числа избранных). Одна женщина была избрана на должность gup, 12 — mangmi, 61 — gewog tshogpa и две — thromde tshogpa.
Бутанские средства массовой информации отметили низкую явку, объяснив это апатией избирателей во всех городах и их недоверием к политическим процессам.

### Повторное голосование
В связи с отсутствием кандидатов, 373 должности остались вакантными, среди них 3 gup, 1 mangmi, 360 gewog tshogpa, 8 dzongkhag thromde thuemi и 1 thromde tshogpa.
8 июля 2011 года избирательная комиссия сообщила, что среди избранных кандидатов, 7 человек не имели права баллотироваться, потому что они не соответствовали возрастному цензу (от 25 до 65 лет). Поэтому комиссия отменила результаты выборов gup гевога Бъячо (Чукха); выборы tshogpa чивогов Ньечу Шар-ри (гевог Центо, Паро), Гьялгонг (гевог Силамби, Монгар), Лангченпхуг (гевог Лангченпху, Самдруп-Джонгхар), Рамтогтог-Цангрина (гевог Чанг, Тхимпху), Лемпханг (гевог Бидунг, Трашиганг) и Чалинг (гевог Шонгпху, Трашиганг).
Повторные выборы на этих избирательных участках состоялись в августе 2011 года.